# Тур Индонезии
Тур Индонезии (англ. Tour d'Indonesia) — шоссейная многодневная велогонка, проводящаяся на острове Ява, Индонезия. 

## История
Велогонка проходит с 2003 года. Выпуски 2003 и 2004 годов проводились среди любителей. В 2005 году гонка вошла в календарь UCI Asia Tour под категорией 2.2. 
До 2007 года главным спонсором соревнования был бренд сигарет Philip Morris. В 2007 году тур был отменен из-за отсутствия финансирования и неспособности организаторов привлечь спонсора. В следующем году многодневка была возобновлена. Главным спонсором выступил интернет-провайдер Speedy, принадлежащий телекоммуникационной компании Telkom Indonesia. Призовой фонд составлял 100 тысяч американских долларов.
С 2012 по 2017 год гонка снова не проводилась. В январе 2018 года Тур Индонезии был возобновлен. Рейтинг многодневки был повышен до 2.1. Выпуск следующего года состоялся в августе.

## Призёры
| Год                         | Победитель      | Второй                 | Третий              |
| --------------------------- | --------------- | ---------------------- | ------------------- |
| 2003 результаты не известны |                 |                        |                     |
| 2004                        | Натан Дахлберг  | Амин Сарьяна           | Вонг Нгай Чинг      |
| 2005                        | Хоссейн Аскари  | Пол Гриффин            | Вячеслав Дядичкин   |
| 2006                        | Дэвид Маккэн    | Вячеслав Дядичкин      | Мостафа Сейед-Резаи |
| 2007 не проводилась         |                 |                        |                     |
| 2008                        | Гадер Мизбани   | Амир Заргари           | Хоссейн Джаханбанян |
| 2009                        | Мехди Сохраби   | Гадер Мизбани          | Андрей Мизуров      |
| 2010                        | Хервин Виджая   | Абдулла Фатхилла       | Эдди Холландс       |
| 2011                        | Эрик Шеппард    | Кристоф Спрингер       | Хин Чун Чан         |
| 2012-2007 не проводилась    |                 |                        |                     |
| 2018                        | Арийа Фаунсават | Пеерапол Чавчиангкванг | Jokin Etxabe        |
| 2019                        | Томас Лебас     | Ангус Лайонс           | Ерун Мейерс         |